# مارات سروبیان
مارات آوتیکی سروبیان (ارمنی: Մարատ Ավետիքի Սերոբյան؛ زادهٔ ۷ سپتامبر ۱۹۳۹) یک  سیاستمدار اهل ارمنستان است که از تاریخ ۱۹۹۰ تا تاریخ ۱۹۹۵ سمت نمایندگی دوره اول شورای عالی جمهوری ارمنستان را برعهده داشت.

## زندگی‌نامه
در ۷ سپتامبر ۱۹۳۹ در ارمنستان به دنیا آمد . 